# 폴 스탠턴 (배우)

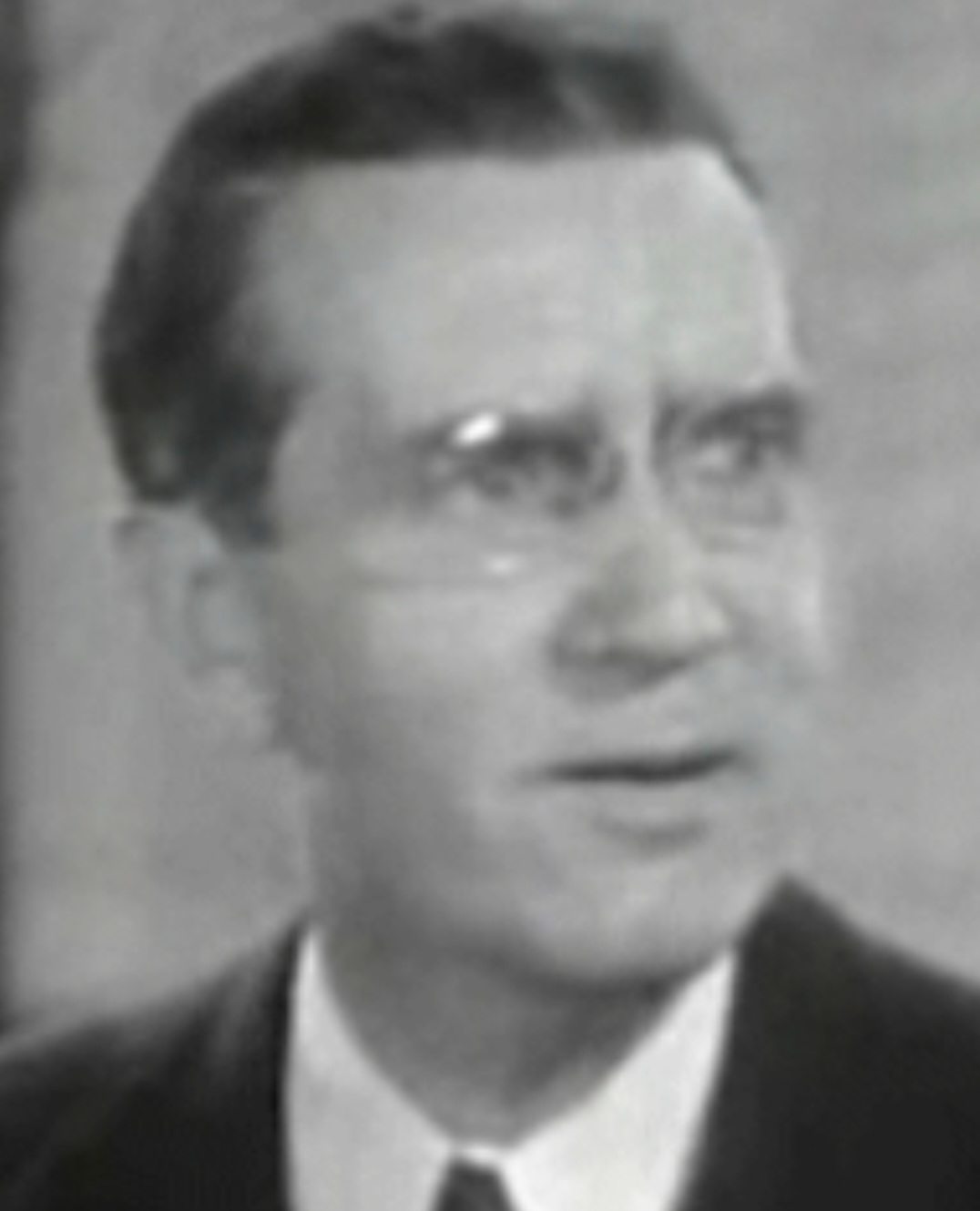

폴 스탠턴(Paul Stanton, 1884년 12월 21일 ~ 1955년 10월 9일)은 미국의 배우이다.

## 영화
- 마천루 (1949년)
- 룩 포 더 실버 리닝 (1949년)
- 웰컴 스트레인저 (1947년)
- 홀리데이 인 멕시코 (1946년)
- 스토크 클럽 (1945년)
- 쉐인 온 하베스트 문 (1944년)
- 럭키 조단 (1942년)
- 어크로스 더 패시픽 (1942년)
- 빅 스토어 (1941년)
- 리멤버 더 데이 (1941년)
- 더 스타 메이커 (1939년)
- 로즈 오브 워싱턴 스퀘어 (1939년)
- 스탠리 앤 리빙스톤 (1939년)
- 스미스씨 워싱톤 가다 (1939년)
- 마이 럭키 스타 (1938년)
- 데인저-러브 앳 워크 (1937년)
- 내일을 위한 길 (1937년)
- 더 로드 투 글로리 (1936년)
- 프라이빗 넘버 (1936년)
- 딤플스 (1936년)
- 푸어 리틀 리치 걸 (1936년)
- 싱, 베이비, 싱 (1936년)
- 찰리 챈 앳 더 서커스 (1936년)
- 상어섬의 죄수 (1936년)
- 스탠드 업 앤 치어! (1934년)
- 비바 빌라! (1934년)